# Der neue Schreibtisch
Der neue Schreibtisch er en tysk stumfilm fra 1913 af Karl Valentin.